# Los Rodríguez, Guanajuato
Los Rodríguez är en ort i Mexiko.   Den ligger i kommunen Uriangato och delstaten Guanajuato, i den centrala delen av landet, 220 km väster om huvudstaden Mexico City. Los Rodríguez ligger 2 045 meter över havet och antalet invånare är 165.
Terrängen runt Los Rodríguez är kuperad åt nordost, men åt sydväst är den platt. Runt Los Rodríguez är det ganska tätbefolkat, med 166 invånare per kvadratkilometer. Närmaste större samhälle är Uriangato, 9,9 km nordväst om Los Rodríguez. I omgivningarna runt Los Rodríguez växer huvudsakligen savannskog.